# Odysee
Odysee é uma plataforma descentralizada americana de partilha de vídeos construída na blockchain LBRY. Posiciona-se como uma alternativa aos principais sites de partilha de vídeos (como o YouTube), mas com ênfase na liberdade de expressão e na descentralização.
A plataforma permite aos utilizadores carregar, partilhar e rentabilizar vídeos através de criptomoedas, mantendo a permanência do conteúdo através de uma rede peer-to-peer.

## História
O site foi fundado em 2020. por Julian Chandra. Em junho de 2024 foi adquirida pela Forward Research. A aquisição ocorre depois de a antiga empresa-mãe da Odysee, a LBRY, ter perdido um processo com a Comissão de Valores Mobiliários dos Estados Unidos em julho de 2023.